# Jean-François Millet
Jean-François Millet (Gruchy, Gréville-Hague; 4 de octubre de 1814-Barbizon, Sena y Marne; 20 de enero de 1875) fue un pintor francés realista que nació en una familia campesina. Se preparó con un pintor local de Cherburgo y luego estudió en París en 1837 con Delaroche. Influido por Daumier, trabajó un estilo pastoral con toques socialistas que siguió desarrollando en el pueblo de Barbizon, en el bosque de Fontainebleau, donde se instaló en 1849 con Theodore Rousseau, Narcisse Díaz y otros. Los miembros de este grupo, conocido como la Escuela de Barbizon e influidos por Corot, los paisajistas holandeses del siglo XVII y Constable, fueron los precursores del impresionismo. Se destaca por sus escenas de granjeros, donde quiere expresar la inocencia del hombre campesino en contraposición a la degradación que acompaña al ciudadano inmerso en la sociedad industrial. Se le incluye en los movimientos realista y naturalista. Murió en Barbizon en 1875.

## Vida y obra

### Juventud desde 1830-1840
Millet  fue el pintor francés realista primogénito de Jean-Louis-Nicolas y Aimée-Henriette-Adélaïde Henry Millet, miembros de la comunidad campesina en la aldea de Gruchy, municipio de Gréville-Hague, Normandía. Bajo la guía de dos sacerdotes de aldea, Millet aprendió latín y los autores modernos, pero pronto tuvo que ayudar a su padre con las labores agrícolas,  porque Millet era el mayor de los hijos. Así que todos los trabajos del agricultor le eran familiares: segar, hacer heno, atar las gavillas, trillar, aventar, esparcir el estiércol, arar, sembrar, etc. Todos estos motivos volvieron a aparecer en su arte posterior.
En 1833, su padre lo envió a Cherburgo para estudiar con un retratista llamado Paul Dumouchel. Para el año 1835 estudiaba a tiempo completo con Lucien-Théophile Langlois, un pupilo del barón Gros, en Cherburgo. Langlois y otros lo apoyaron económicamente para que pudiera trasladarse a París en 1837, donde estudió en la École des Beaux-Arts con Paul Delaroche. En 1839 acabó su aprendizaje y lo primero que presentó al Salón fue rechazado.

### Vida parisiense
En 1837, una bolsa de estudios permitió a Millet trasladarse a París donde asistió a la escuela de Bellas Artes. Allí perfeccionó sus conocimientos en el taller del pintor historia Paul Delaroche. Más adelante estableció amistad con Constant Troyon, Narcisse Díaz, Charles Jacque, y Théodore Rousseau, artistas que, como Millet, serían relacionados con la escuela de Barbizon; todos ellos le ayudaron y tuvieron un papel determinante en la decisión de abandonar definitivamente aquella ciudad  "lúgubre y caótica" según sus propias palabras, que nunca le había agradado; aparte de sus costumbres campesinas y su carácter rudo, no congeniaba con el tipo de vida parisiense y regresa a Cherburgo para comenzar una carrera como retratista. Después de 1840 se alejó del estilo de pintura oficial y cayó bajo la influencia de Honoré Daumier, cuyo dibujo de figuras influiría en las posteriores representaciones que Millet hizo de sujetos campesinos, de quienes aprendió el sentido del contraste de luces y sombras, así como la construcción del cuerpo humano, con simplicidad de volúmenes; y Alfred Sensier, un burócrata gubernamental que se convertiría en un defensor de por vida, y con el tiempo, el biógrafo del artista. En 1847 obtuvo su primer éxito en el Salón, con el cuadro Edipo bajado del árbol, y en 1848 el gobierno compró su Ahechador. 
Su conocido comienzo fue El aventador (1848). En la década de 1850 observa a los labradores en los años democráticos de la Segunda República y es de una melancólica gravedad y, sobre todo, de denuncia social (Los parias, 1846-1850; El sembrador, 1850; Mujeres cargando leña, 1851), e incluso en obras más tardías como El Hombre de la azada (1859-1862). Este énfasis en señalar el "esteticismo sentimental de sus resignados trabajadores de la tierra", dio lugar a frecuentes rechazos de sus obras, que debería revisarse de acuerdo con Novonty, e intentar mantener un equilibrio correcto en la valoración de su arte.

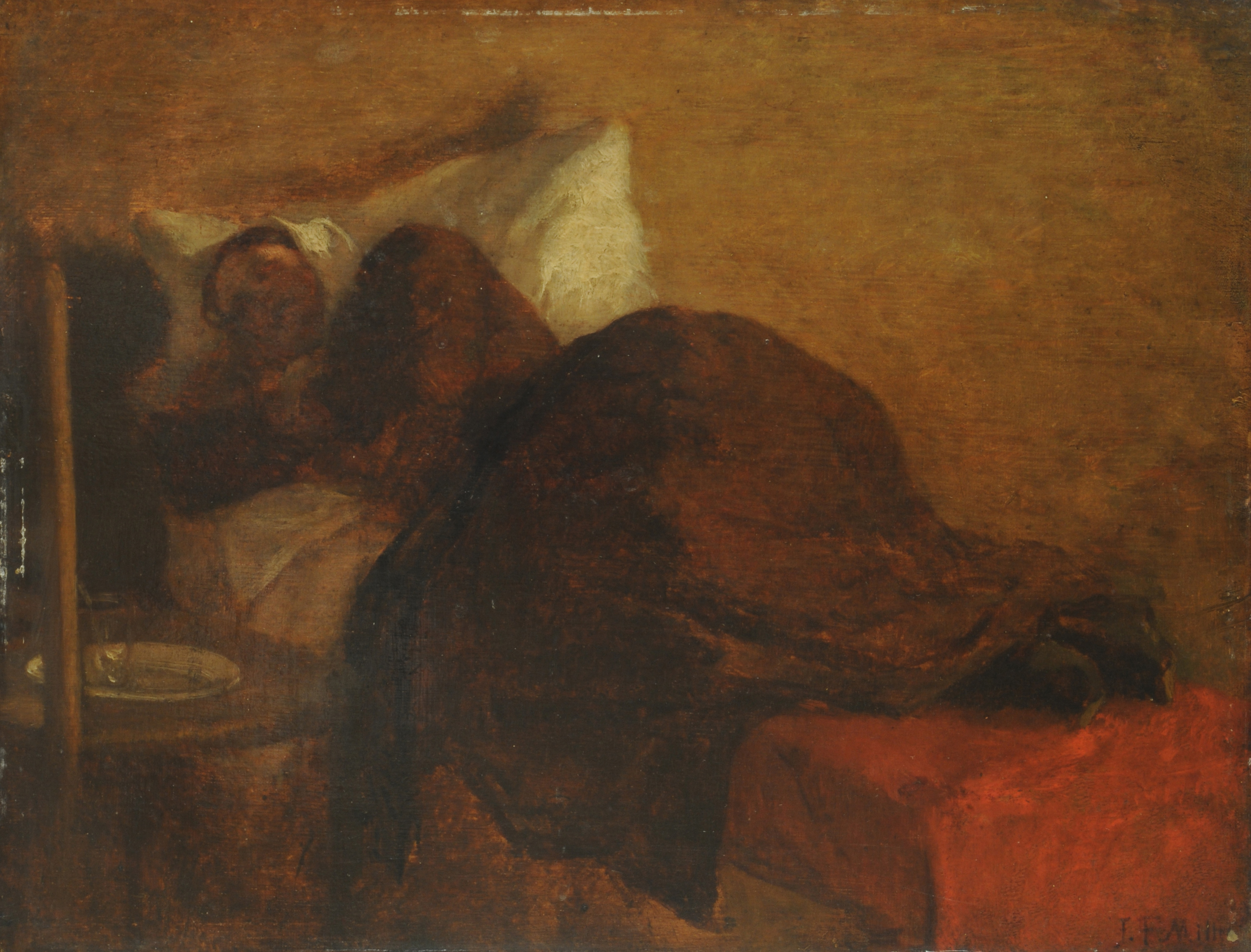
La esposa del autor. Jean-François Millet.

En 1841 se casó con Pauline-Virginie Ono, y se trasladaron a París. Después de ser rechazado en el Salón de 1843 y de que Pauline muriera por Tuberculosis, Millet volvió de nuevo a Cherburgo. En 1845 Millet se trasladó a El Havre con Catherine Lemaire, con la que se casaría en una ceremonia civil en 1853; tendrían nueve hijos, y seguirían juntos durante el resto de la vida de Millet. En El Havre pintó retratos y pequeñas piezas de género durante varios meses, antes de regresar a París.

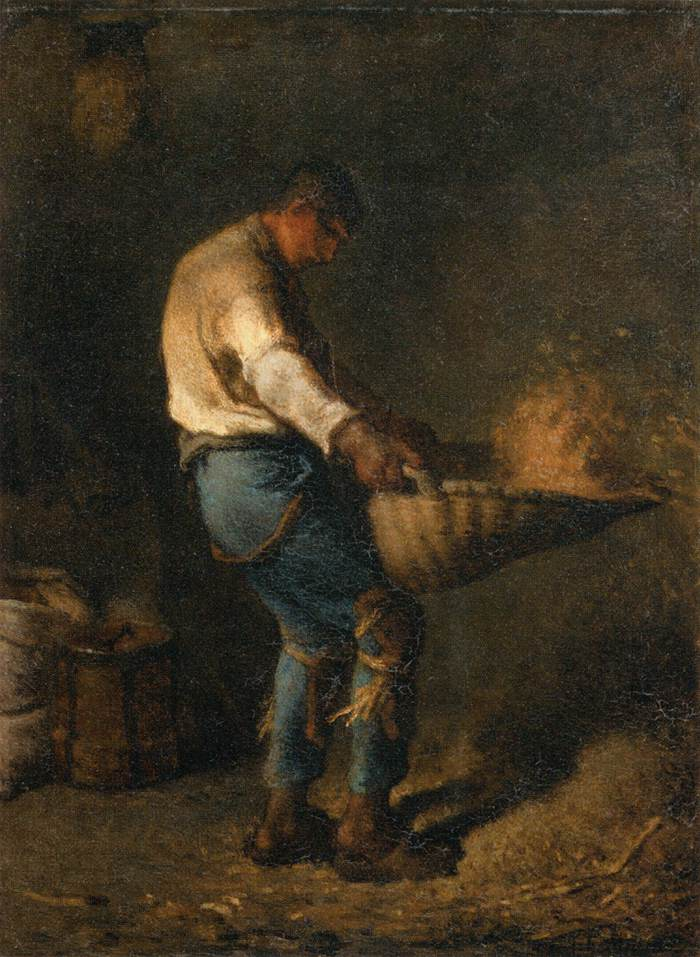
El aventador, 1848, Museo del Louvre.

La cautividad de los judíos en Babilonia, el trabajo más ambicioso de Millet hasta la fecha, fue expuesto en el Salón de 1848, pero se burlaron de él tanto los críticos como el público. La pintura al final desapareció poco después, lo que lleva a los historiadores a creer que Millet la destruyó. En 1984, científicos del Museo de Bellas Artes en Boston radiografiaron la pintura de Millet del año 1870 titulada "La joven pastora" buscando pequeños cambios, y descubrieron que fue pintada sobre: La cautividad de los judíos en Babilonia. Actualmente se cree que Millet reutilizó el lienzo cuando los materiales escasearon debido a la Guerra Franco-Prusiana.

### Escuela de Barbizon
Término con el que se denominaba a un grupo de pintores que en torno a 1818 se agrupan en el pueblo francés del mismo nombre y sus alrededores cerca del bosque de Fontainebleau. También se conoce como Escuela de Fontainebleau y su producción está considerada como la más vigorosa corriente paisajística de la Francia del siglo XIX. Elabora con notable precisión una pintura al aire libre, bajo la minuciosa observación de ambientes naturales y rechaza la composición académica y neoclásica. De factura suelta, son en su mayoría paisajes de llanuras, árboles y bosques. Los pintores más representativos son Jean- Camille Corot, aunque el organizador, dirigente del grupo y teórico es Theodore Rousseau. Entre otras figuras que destacan cabe señalar a Jules Dupré, con una obra caracterizada por el empleo sombrío de la luz, y a Jean Francois Millet, auténtico renovador por su temática peculiar, exaltadora del mundo campesino y de los trabajadores rurales.

En 1849 Millet pintó Segadores, un encargo del Estado. En el Salón de aquel año expuso Pastora sentada al borde del bosque, un óleo muy pequeño que marcó su alejamiento de los previos temas pastorales idealizados, en favor de un enfoque más realista y personal. En junio de 1849 llegó a Barbizon, con Catherine y sus hijos, entrando en el círculo de la escuela que toma el nombre de esta localidad.

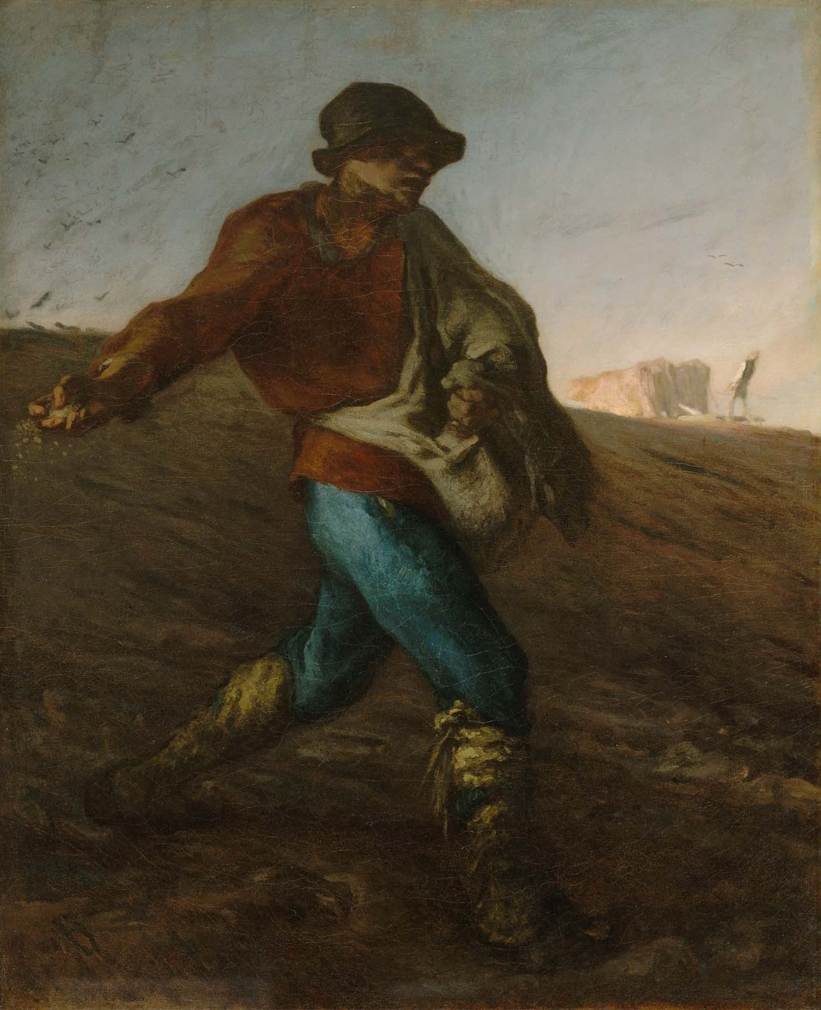
El sembrador, 1850. Museo de Bellas Artes de Boston.

En 1850 Millet llegó a un acuerdo con Sensier, quien proporcionó al artista materiales y dinero a cambio de dibujos y pinturas, conservando Millet el derecho de seguir vendiendo obras a otros compradores. En el Salón de ese año expuso Labradores y El sembrador, su primera gran obra maestra y la primera del icónico trío de pinturas que incluiría Las espigadoras y El Ángelus.
Desde 1850 a 1853 Millet trabajó en Segadores descansando (Rut y Boaz), una pintura que él consideraría la más importante, y en la que más tiempo trabajó. Concebida para rivalizar con sus héroes: Miguel Ángel y Poussin, también era la pintura que marcó su transición desde la representación de imaginería simbólica de la vida campesina a aquella de las condiciones sociales contemporáneas. Fue la única pintura a la que puso fecha, y fue la primera obra que cosechó reconocimiento oficial, una medalla de segunda clase en el Salón de 1853.
Millet, poseía un profundo sentido de la naturaleza, al igual que Théodore Rousseau: la interpretaba (más que reflejarla sin más) comprendiendo las voces de la tierra, los árboles o los senderos. Millet afirmaba sentir en la naturaleza más de lo que los sentidos le daban. El tono a ratos sentimental de sus obras (El Ángelus  y La muerte y el leñador) le aleja un tanto del otro gran realista, Courbet, más áspero y rebelde. 
El autor buscará retratar a la gente humilde y campesina en un gesto de admiración por la gente pobre del mundo rural, seduciendo a los republicanos y exasperando a la burguesía por tratar esto como tema central en su obra.
El aventador
Ante un dramático espacio interior, la figura del aventador cribando el trigo con los pies calzados con unos anchos zuecos y viejos paños, cual harapos, atados con un pedazo de cuerda sobre el pantalón a fin de evitar su deterioro, sufre como una imagen delatora aunque, como siempre en Millet, sumisa de la pobreza y de la dura lucha cotidiana por la supervivencia del humilde trabajador rural a sueldo.

#### Las espigadoras

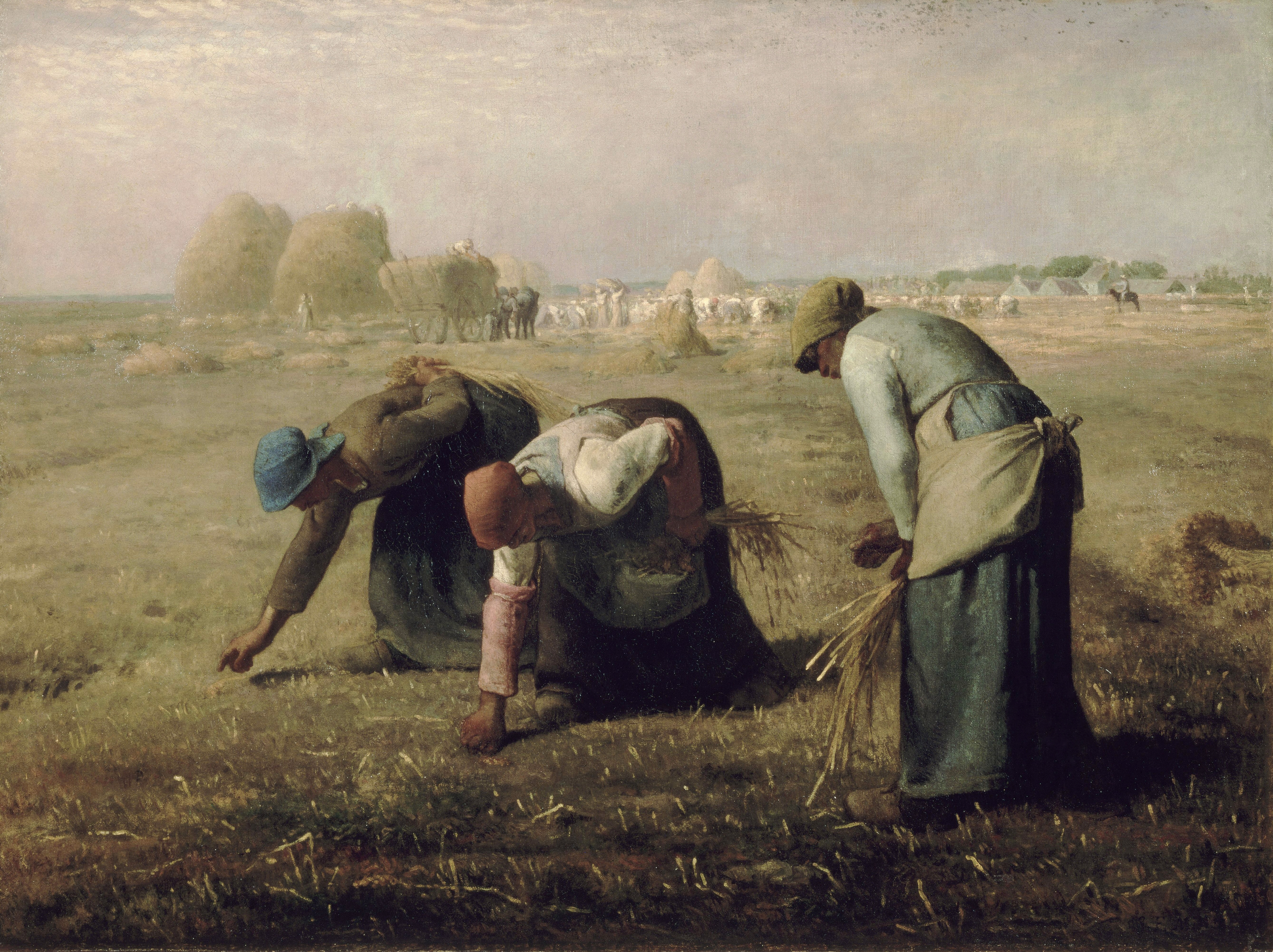
Las espigadoras, 1857. Museo de Orsay de París.

Esta es una de las pinturas más conocidas de Millet, Las espigadoras (1857). Caminando por los campos alrededor de Barbizon apareció un tema recurrente en el lápiz y pincel de Millet durante siete años—el espigueo, el derecho secular de las mujeres pobres y de los niños de llevarse el grano abandonado en los campos, después de la cosecha. Encontró que era un tema eterno, unido a historias del Antiguo Testamento. En 1857, presentó la pintura Las espigadoras en el Salón, con un público poco entusiasta, incluso hostil.
(Versiones más tempranas incluyen una composición vertical pintada en 1854, un aguafuerte de 1855-56 que directamente presagiaba el formato horizontal de la pintura que actualmente se encuentra en el Museo de Orsay.) 
Una cálida luz dorada sugiere algo sagrado y eterno en esta escena cotidiana en la que se desarrolla la lucha por la supervivencia. Durante sus años de estudios preparatorios Millet sopesó cómo transmitir mejor el sentido de repetición y fatiga en las vidas diarias de los campesinos. Las líneas trazadas sobre la espalda de cada mujer llevan al suelo y luego se repiten en movimiento idéntico a su labor interminable y agotadora. A lo largo del horizonte, el ocaso perfila la granja con sus abundantes montones de grano, en contraste con las largas figuras sombrías en el primer plano. Los vestidos sencillos y oscuros de las espigadoras cortan robustas formas contra el campo dorado, lo que da a cada mujer una fuerza noble y monumental.

#### El Ángelus

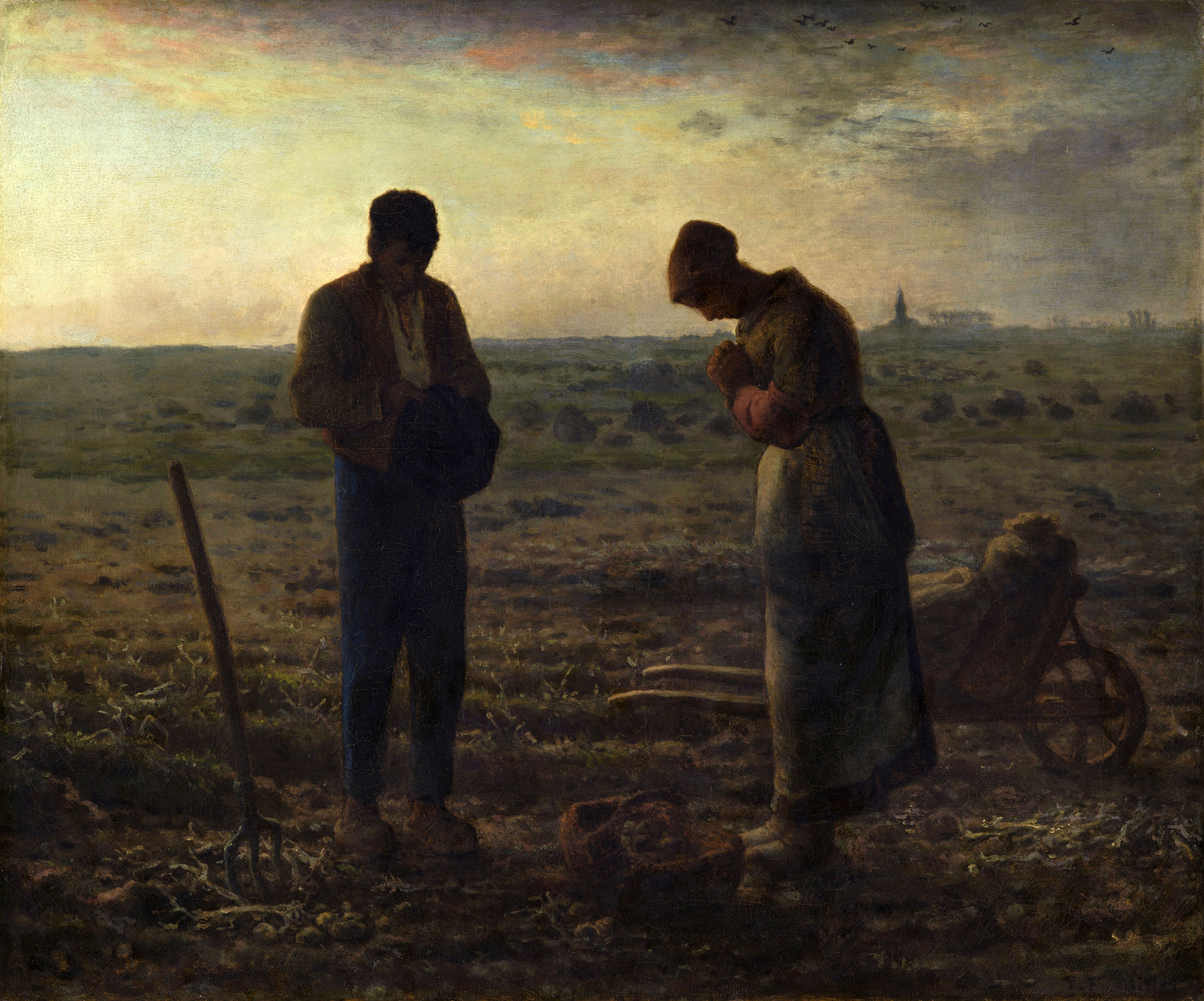
El Ángelus, 1857–59. Museo de Orsay de París.

La pintura fue un encargo de Thomas Gold Appleton, un coleccionista de arte estadounidense que residía en Boston, Massachusetts, y quien previamente había estudiado con el pintor de Barbizon, Constant Troyon, un amigo de Millet. Fue terminado durante el verano de 1857. Millet añadió un campanario y cambió el título primero de la obra, Oración por la cosecha de patata por El Ángelus cuando el comprador no lo recogió en 1859. Mostrada al público por vez primera en 1865, la pintura cambió de manos varias veces, incrementando su valor sólo modestamente, puesto que algunos consideraban que el artista tenía sospechosas simpatías políticas. A la muerte de Millet una década después, una guerra de ofertas estalló entre los Estados Unidos y Francia, acabando unos años más tarde con un precio de 800 000 francos de oro.
La disparidad entre el valor aparente de la pintura y el pobre estado de la familia superviviente de Millet fue un gran impulso en el establecimiento del droit de suite, que pretendía compensar a los artistas o sus herederos cuando sus obras se revendían.
El Ángelus, de Jean Francois Millet, fue concebida como una exaltación del trabajo campesino, libre del embrutecimiento del proletariado de la época, y como un canto a la conciliación del hombre con la naturaleza. En cuanto a composición, obedece a un esquema sencillo: sobre un paisaje abierto, el pintor sitúa a los dos personajes en primer término, otorgándoles una presencia casi escultórica realzada por un magistral trabajo sobre la luz que acentúa el modelado de ambas figuras. En 1935, Salvador Dalí tomó este cuadro como ejemplo de lo que él llamaba ‘’método paranoico crítico’’. Según su interpretación, comprensible dentro de un esquema surrealista, los personajes no están rezando al Angelus, sino enterrando a su hijo, cuyo cuerpo se halla en la cesta que aparece en primer término. Su análisis aún iba más allá cuando comparaba la figura femenina con una mantis religiosa a punto de devorar al macho, que espera sumiso ocultando su erección con el sombrero.

### Últimos años

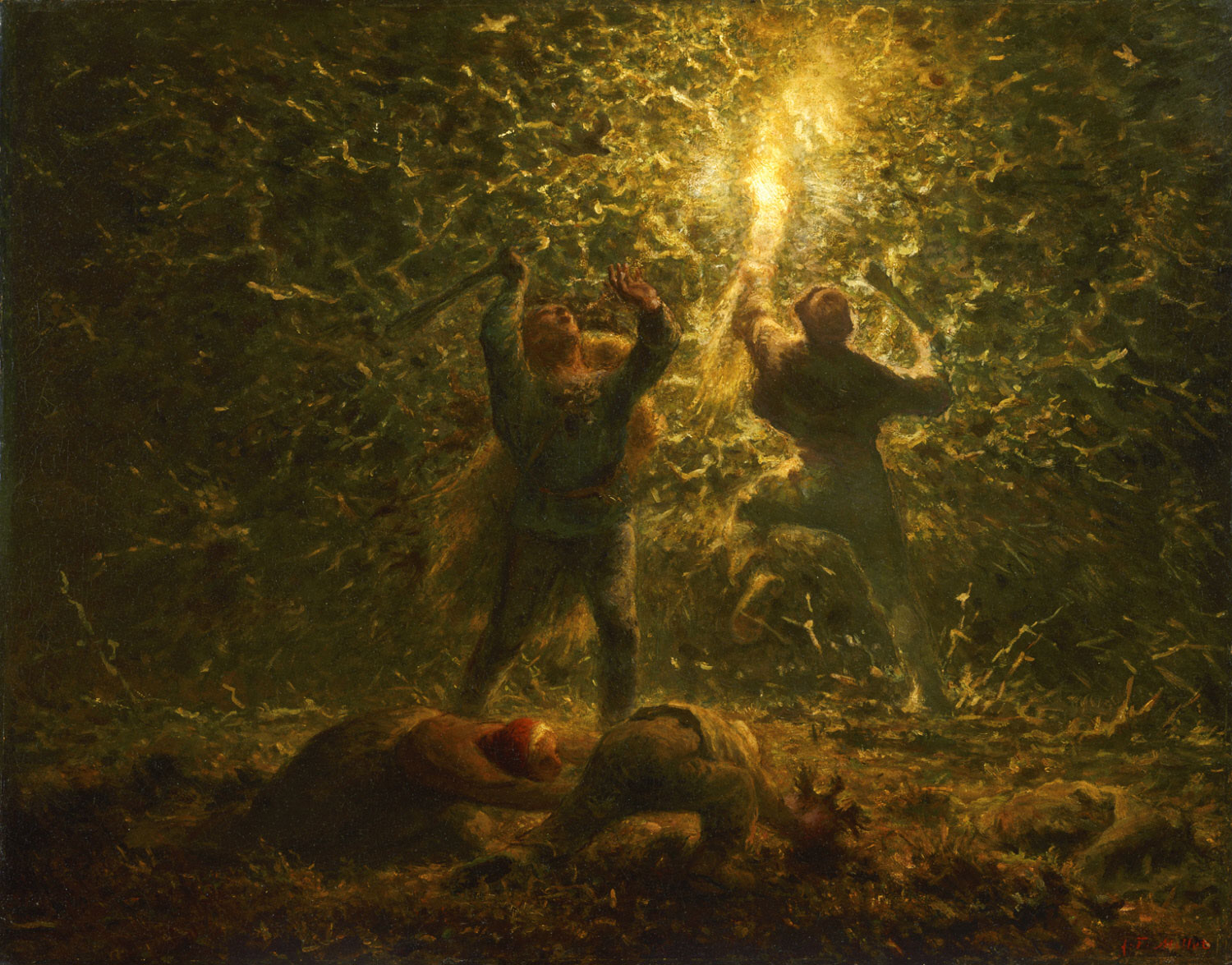
Cazando pájaros de noche, 1874, Museo de Arte de Filadelfia.

A pesar de que hubo críticas diversas de las pinturas que expuso en el Salón, la reputación y el éxito de Millet crecieron a lo largo de la década de 1860. A comienzos de la década fue contratado para pintar 25 obras a cambio de un estipendio mensual durante los siguientes tres años, y en 1865 otro patrón, Émile Gavet, comenzó a encargarle obras al pastel para una colección que alcanzaría con el tiempo las 90 obras. En 1867 la Exposición Universal albergó una gran muestra de su obra, con Las espigadoras, El Ángelus y Plantadores de patata entre las pinturas expuestas. Al año siguiente Frédéric Hartmann encargó Cuatro estaciones por 25 000 francos, y Millet fue nombrado Caballero de la Legión de Honor.
En 1870 Millet fue elegido jurado del Salón. Más tarde ese año, él y su familia huyeron de la Guerra Franco-prusiana, trasladándose a Cherburgo y Gréville, y no volvieron a Barbizon hasta finales de 1871. Sus últimos años estuvieron marcados por el éxito financiero y creciente reconocimiento oficial, pero fue incapaz de completar los encargos gubernamentales debido a su situación de salud delicada. El 3 de enero de 1875 se casó con Catherine en una ceremonia religiosa. Millet murió el 20 de enero de 1875.

## Legado

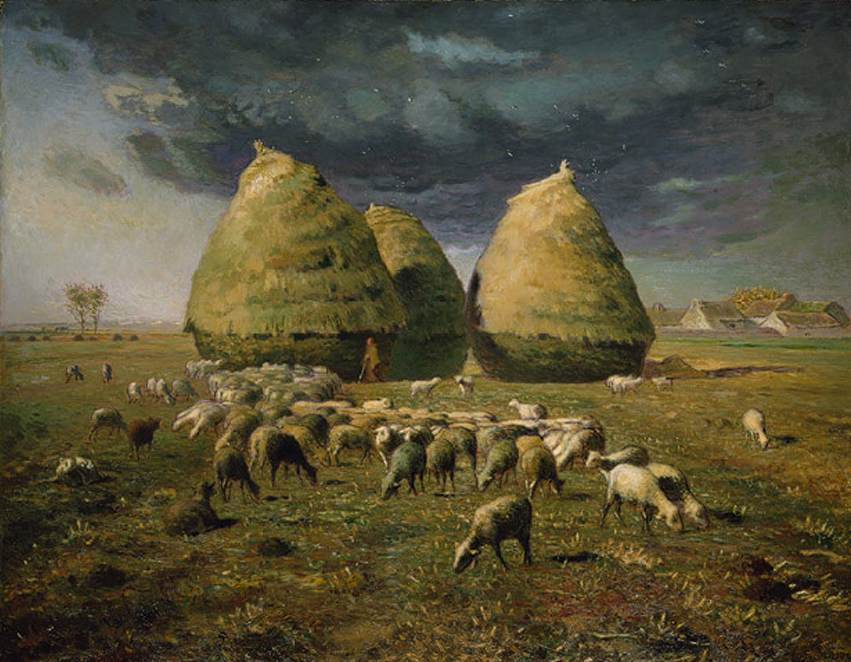
Pajares, Otoño, 1874. Museo Metropolitano de Arte, Nueva York.

Millet fue una fuente importante de inspiración para Vincent van Gogh, particularmente durante su primer período. Millet y su obra son mencionados muchas veces en las cartas de Vincent a su hermano Theo. Los paisajes tardíos de Millet servirían como puntos de referencia influyentes para las pinturas que Claude Monet hizo de la costa de Normandía; su contenido estructural y simbólico influyeron a Georges Seurat también.
Millet es el principal protagonista de la obra de Mark Twain Is He Dead? (1898), en la que es representado como un joven artista malviviendo que simula estar muerto para lograr fama y fortuna. La mayor parte de los detalles sobre Millet en la obra son ficción.
La pintura de Millet L'homme à la houe inspiró el famoso poema "The Man With the Hoe" (1898) de Edwin Markham.
El Ángelus fue reproducido frecuentemente en los siglos XIX y XX. Salvador Dalí estaba fascinado por esta obra, y escribió un análisis sobre ella,  El mito trágico de El Ángelus de Millet. Más que ver en la obra paz espiritual, Dalí creía que transmitía mensajes de agresión sexual reprimida. Dalí también opinaba que las dos figuras están rezando sobre la tumba de su niño muerto, más que el Ángelus. Dalí insistió tanto en este hecho que al final radiografiaron el lienzo, confirmando sus sospechas: la pintura contiene una forma geométrica sobre la que se pintó después, muy parecida a un ataúd. Sin embargo, no se sabe si Millet cambió de opinión sobre el significado de la pintura, incluso si esa forma es realmente un ataúd.

## Referencias

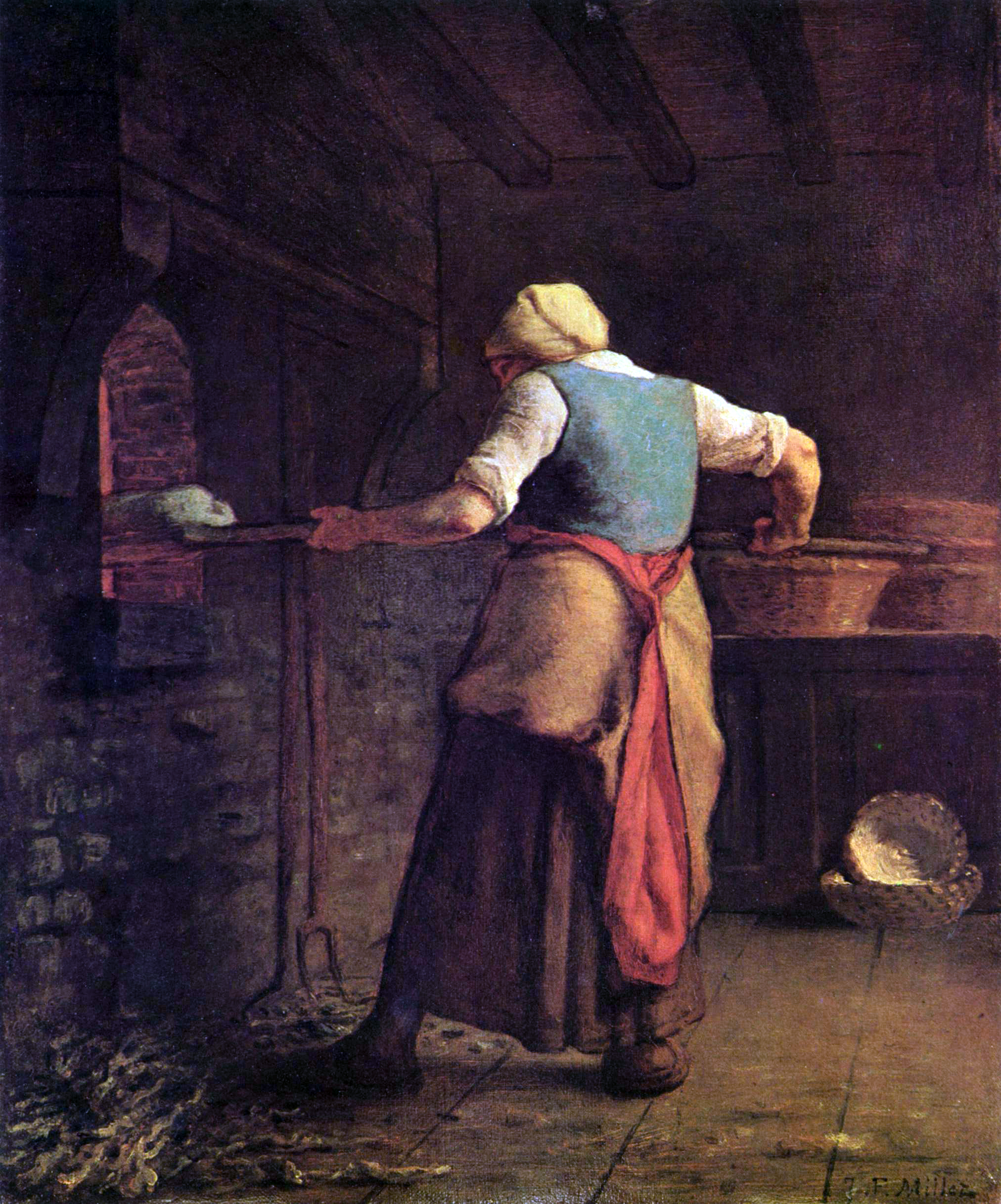
La panadera, 1854. Museo Kröller-Müller, Otterlo.